# The New Cambridge Modern History
Die The New Cambridge Modern History ist eine 1957 bis 1979 in 14 Bänden (inklusive Atlas) erschienene Geschichte der Neuzeit. Sie behandelt die Zeit von 1450 bis 1945 und erschien gleichzeitig bei Cambridge University Press (CUP) und Macmillan in New York. Sie war der völlig neu bearbeitete Nachfolger der The Cambridge Modern History von 1902 bis 1912.
Herausgeber waren George Richard Potter.

## Einzelbände

### I. The Renaissance 1493–1520
Herausgeber George Richard Potter, Denys Hay 1957
| Kapitel | Titel | Autor                                                                             |
| ------- | --- | --------------------------------------------------------------------------------- |
|         | General Introduction: History and the Modern Historian                                                        | George Norman Clark                                                               |
| 1       | Introduction                                                                                                  | Denys Hay                                                                         |
| 2       | The face of Europe on the eve of the great discoveries                                                        | H. C. Darby                                                                       |
| 3       | Fifteenth century civilisation and the Renaissance                                                            | Hans Baron                                                                        |
| 4       | The papacy and the catholic church                                                                            | R. Aubenas                                                                        |
| 5       | Learning and education in Europe from 1470 to 1520                                                            | R. Weiss                                                                          |
| 6       | The arts in Western Europe (1) Italy (2) Northern Europe (3)Spain (4) Vernacular literature in Western Europe | (1) Rudolf Wittkower (2) L. D. Ettlinger (3) Erinqueta Frankfort (4) H. W. Lawton |
| 7       | The Empire under Maximilian                                                                                   | R. G. D. Laffan                                                                   |
| 8       | The Burgundian Netherlands 1477–1521                                                                          | C. A. J. Armstrong                                                                |
| 9       | International relations in the West: diplomacy and war                                                        | J. R. Hale                                                                        |
| 10      | France under Charles VIII and Louis XII                                                                       | R. Doucet                                                                         |
| 11      | The hispanic kingdoms and the catholic kings                                                                  | J. M. Batista I Roca                                                              |
| 12      | The invasions of Italy                                                                                        | Cecilia M. Ady                                                                    |
| 13      | Eastern Europe                                                                                                | C. A. Macartney                                                                   |
| 14      | The Ottoman Empire 1481–1520                                                                                  | J. V. Parry                                                                       |
| 15      | The New World (1) Portuguese expansion (2)Spaniards in the New World                                          | (1) H. V. Livermore (2) John Horace Parry                                         |
| 16      | Expansion as a concern of all Europe                                                                          | E. E. Rich                                                                        |

### II. The Reformation 1520–1559
Herausgeber Geoffrey Rudolph Elton 1990
| Kapitel | Titel                                                                     | Autor                           |
| ------- | ------------------------------------------------------------------------- | ------------------------------- |
|         | Introduction                                                              | Geoffrey Rudolph Elton          |
| 1       | The age of Reformation                                                    | G. R. Elton                     |
| 2       | Economic change                                                           |                                 |
| 3       | The Reformation mouvements in Germany                                     | R. W. Scribner                  |
| 4       | The Reformation in Zurich, Strassburg and Geneva                          | E. G. Rupp                      |
| 5       | The Anabaptists and the sects                                             | James M. Stayer                 |
| 6       | The Reformation in Scandinavia and the Baltic                             | N. K. Andersen                  |
| 7       | Politics and the institutionalization of reform in Germany                | R. W. Scribner                  |
| 8       | Poland, Bohemia and Hungary                                               | R. R. Betts                     |
| 9       | The Reformation in France 1515–1559                                       | F. C. Spooner                   |
| 10      | The Reformation in England                                                | G. R. Elton                     |
| 11      | Italy and the papacy                                                      | Delio Cantimori                 |
| 12      | The new orders                                                            | H. O. Evennett                  |
| 13      | The empire of Charles V in Europe                                         | Helmut Georg Koenigsberger      |
| 14      | The Habsburg-Valois wars                                                  | Maria J. Rodriguez-Salgado      |
| 15      | Intellectual tendencies                                                   |                                 |
| 16      | Schools and Universities                                                  | Denys Hay                       |
| 17      | Constitutional development and political thought in Western Europe        | G. R. Elton                     |
| 19      | Constitutional development and political thought in the Holy Roman Empire | Volker Press                    |
| 19      | Constitutional development and political thought in Eastern Europe        | R. R. Betts                     |
| 20      | Armies, navies and the art of war                                         | J. R. Hale                      |
| 21      | The Ottoman Empire 1520-1566                                              | V. J. Parry                     |
| 22      | Russia 1462-1584                                                          | J. L. I. Fennell                |
| 23      | The New World 1521–1580                                                   | J. V. Parry, G. V. Scammell     |
| 24      |                                                                           | I. A. Macgregor, G. V. Scammell |

### III. Counter Reformation and Price Revolution (1559–1610)
Herausgeber des 1968 erschienenen Bandes war Richard B. Wernham (1906–1999).
| Kapitel | Titel | Autor                                                                   |
| ------- | --- | ----------------------------------------------------------------------- |
| 1       | Introduction | R. B. Wernham                                                           |
| 2       | The Economy of Europe 1559–1609 | F. C. Spooner                                                           |
| 3       | The Papacy, Catholic Reforms and Christian Movements | T. M. Parker                                                            |
| 4       | Protestantism and Confessional Strife (1) Lutheranism after Luther (2)The development and spread of Calvinism                                                     | (1) T. M. Parker (2) T. M. Parker                                       |
| 5       | Social structure, office holding and politics, chiefly in Western Europe                                                                                          | J. Hurstfield                                                           |
| 6       | International diplomacy and international law | G. Mattingly                                                            |
| 7       | Armies, navies and the art of war | J. R. Hale                                                              |
| 8       | The British Question 1559–1569 | R. B. Wernham                                                           |
| 9       | Western Europe and the Power of Spain (1) Spain and Italy (2) The Problem of the Netherlands and France to 1585 (3)The French Succession and the War with England | (1) H. G. Koenigsberger (2) H. G. Koenigsberger (3) H. G. Koenigsberger |
| 10      | The Austrian Habsburgs and the Empire | G. D. Ramsay                                                            |
| 11      | The Ottoman Empire 1566–1617 | V. J. Parry                                                             |
| 12      | Poland and Lithuania | P. Skwarczynski                                                         |
| 13      | Sweden and the Baltic | I. Andersson                                                            |
| 14      | Education and Learning | R. R. Bolgar                                                            |
| 15      | Science | Marie Boas Hall                                                         |
| 16      | Political thought and the theory and practice of toleration | M. J. Tooley                                                            |
| 17      | Colonial development and international rivalries outside Europe (1) America (2) Asia and Africa                                                                   | (1) J. H. Parry (2) J. B. Harrison                                      |

### IV. The Decline of Spain and the Thirty Years War (1609–1648/49)
Herausgeber John Phillips Cooper 1970.
| Kapitel | Titel | Autor                                    |
| ------- | --- | ---------------------------------------- |
|         | Introductory:                                                                                              |                                          |
| 1       | General Introduction                                                                                       | J. P. Cooper                             |
| 2       | The European Economy 1609–1650                                                                             | F. C. Spooner                            |
| 3       | The exponents and critics of absolutism                                                                    | Roland Mousnier                          |
| 4       | The Scientific Movement and the Diffusion of Scientific Ideas 1688–1751                                    | Alistair Cameron Crombie, Michael Hoskin |
| 5       | Changes in Religious Thought                                                                               | G. L. Mosse                              |
| 6       | Military forces and warfare 1610–48                                                                        | J. W. Dr Wijn                            |
| 7       | Sea Power                                                                                                  | J. P. Cooper                             |
| 8       | Drama and Society                                                                                          | J. Lough                                 |
|         | Central Conflicts:                                                                                         |                                          |
| 9       | Spain and Europe 1598–1621                                                                                 | Hugh Trevor-Roper                        |
| 10      | The state of Germany (to 1618)                                                                             | G. D. Ramsay                             |
| 11      | The Thirty Years War                                                                                       | E. A. Beller                             |
| 12      | The Low Countries                                                                                          | E. H. Kossmann                           |
| 13      | Sweden and the Baltic 1611–1654                                                                            | M. Roberts                               |
| 14      | International relations and the role of France 1648–60                                                     | G. Livet                                 |
|         | The Unmaking and Remaking of States:                                                                       |                                          |
| 15      | The Spanish Peninsula 1598–1648                                                                            | J. H. Elliott                            |
| 16      | French Institutions and Society 1610–61                                                                    | Roland Mousnier                          |
| 17      | The Habsburg lands 1618–57                                                                                 | V.-L. Tapie                              |
| 18      | The Fall of the Stuart Monarchy                                                                            | J. P. Cooper                             |
| 19      | The end of the Polish expansion and the survival of Russia (1) Poland-Lithuania 1609-48 (2) Russia 1613–45 | (1) H. Jablonowski (2)J. L. H. Keep      |
|         | The Frontiers of Europe:                                                                                   |                                          |
| 20      | The Ottoman Empire 1617–48                                                                                 | V. J. Parry                              |
| 21      | Europe and Asia                                                                                            | J. B. Harrison                           |
| 22      | The European nations and the Atlantic                                                                      | E. E. Rich                               |
| 23      | Latin America 1610–60                                                                                      | W. Borah                                 |

### V. The Ascendency of France (1648–88)
Herausgeber Francis Ludwig Carsten 1961.
| Kapitel | Titel                                                                                                | Autor                             |
| ------- | --- | --------------------------------- |
| 1       | Introduction: The age of Louis XIV                                                                   | F. L. Carsten                     |
| 2       | Economic Problems and Policies                                                                       | D. C. Coleman                     |
| 3       | The scientific mouvement                                                                             | Rupert Hall                       |
| 4       | Philosophy                                                                                           | W. von Leyden                     |
| 5       | Political Thought                                                                                    | Stephen Skalweit                  |
| 6       | Church and State                                                                                     | Anne Whiteman                     |
| 7       | Art and Architektur                                                                                  | Rudolf Wittkower                  |
| 8       | The social foundation of states                                                                      | George Clark                      |
| 9       | French diplomacy and foreign policy in their European setting                                        | Gaston Zeller                     |
| 10      | France under Louis XIV                                                                               | J. Lough                          |
| 11      | The achievements of France in art, thought and literature                                            | David Ogg                         |
| 12      | The Dutch Republic                                                                                   | E. H. Kossmann                    |
| 13      | Britain after the Restoration                                                                        | David Ogg                         |
| 14      | Europe and North America                                                                             | E. E. Rich                        |
| 15      | Spain and her empire                                                                                 | Juan Reglá                        |
| 16      | Portugal and her empire                                                                              | V. M. Godinho                     |
| 17      | Europe and Asia (1) The European connection with Asia (2) The English and Dutch East India Companies | (1) J. B. Harrison (2)C. D. Cowan |
| 18      | The Empire after the Thirty Years War                                                                | F. L. Carsten                     |
| 19      | Italy after the Thirty Years War                                                                     | Giorgio Spini                     |
| 20      | The Habsburg Lands                                                                                   | R. R. Betts                       |
| 21      | The Ottoman Empire after Mehmed IV                                                                   | A. N. Kurat                       |
| 22      | Scandinavia and the Baltic                                                                           | Jerker Rosén                      |
| 21      | The Rise of Brandenburg                                                                              | F. L. Carsten                     |
| 22      | Poland to the death of John Sobieski                                                                 | Horst Jablonowski                 |
| 22      | Russia: the beginning of Westernisation                                                              | Werner Philipp                    |

### VI. The Rise of Great Britain and Russia, 1688–1715/25
Herausgeber John Selwyn Bromley 1970
| Kapitel | Titel | Autor                                                               |
| ------- | --- | ------------------------------------------------------------------- |
| 1       | Introduction | J. S. Bromley                                                       |
| 2       | The Scientific Movement and the Diffusion of Scientific Ideas 1688–1751                                             | Alistair Cameron Crombie, Michael Hoskin                            |
| 3       | Cultural Change in Western Europe (1) Tendencies in Thought and Literature (2) Music 1661–1752                      | (1) W. H., Barber (2) Frederick W. Sternfeld                        |
| 4       | Religion and the relation of church and state                                                                       | J. McManners                                                        |
| 5       | International relations in Europe                                                                                   | Andrew Lossky                                                       |
| 6       | The English Revolution                                                                                              | E. S. De Beer                                                       |
| 7       | The Nine Years War 1688–1697                                                                                        | George Clark                                                        |
| 8       | The Emergence of Great Britain as a World Power                                                                     | David Ogg                                                           |
| 9       | War Finance 1689–1714                                                                                               | P. G. M. Dickson, John Sperling                                     |
| 10      | The Condition of France 1688–1715                                                                                   | Jean Meuvret                                                        |
| 11      | The Spanish Empire and foreign pressures 1688–1715                                                                  | Roland Dennis Hussey, J. S. Bromley                                 |
| 12      | From the Nine Years War to the War of Spanish succession                                                            | George Clark                                                        |
| 13      | The war of Spanish succession in Europe                                                                             | A. J. Veenendaal                                                    |
| 14      | The pacification of Utrecht                                                                                         | H. G. Pitt                                                          |
| 15      | France and England in North America 1689–1713                                                                       | Philip S. Haffenden                                                 |
| 16      | Portugal and her empire 1680–1720                                                                                   | V. Magalhães Godinho                                                |
| 17      | The Mediterranean                                                                                                   | Jean Mathiex                                                        |
| 18      | The Austrian Habsburgs                                                                                              | J. W. Stowe                                                         |
| 19      | The retreat of the Turks 1683–1730                                                                                  | A. N. Kurat, J. S. Bromley                                          |
| 20-1    | Charles XII and the Great Northern War                                                                              | Ragnhild Hatton                                                     |
| 20-2    | The eclipse of Poland                                                                                               | Józef Gierowski, Andrzej Kamiński                                   |
| 21      | Russia under Peter the Great and the changed relations of East and West                                             | M. S. Anderson                                                      |
| 22      | Armies and Navies (1) The art of war on land (2) Soldiers and civilians (3)Navies                                   | (1) David G. Chandler (2) J. W. Stove (3) J. S. Bromley, A. N. Ryan |
| 23      | Economic Activity (1) The map of commerce 1683-1721 (2) Price, population and economic activity in Europe 1688–1715 | (1) Jacob M. Price (2) Jean Meurvet                                 |

### VII. The Old Regime, 1713–1763
Herausgeber J. O. Lindsay 1957
| Kapitel | Titel                                                                           | Autor                                   |
| ------- | ------------------------------------------------------------------------------- | --------------------------------------- |
| 1       | Introductory Summary                                                            | J. O. Lindsay                           |
| 2       | The growth of overseas commerce and european manufacture                        | C. H. Wilson                            |
| 3       | The social classes and the foundation of states                                 | J. O. Lindsay                           |
| 4       | The visual arts and imaginative literature                                      | Albert Richardson                       |
| 5       | The Enlightment                                                                 | A. Cobban                               |
| 6       | Religion                                                                        | R. W. Greaves                           |
| 7       | Monarchy and Administration (1) European Practice (2) The English Inspiration   | (1) J. O. Lindsay (2) W. R. Brock       |
| 8       | The Armed Forces and the Art of War                                             | Eric Robson                             |
| 9       | International Relations                                                         | J. O. Lindsay                           |
| 10      | The decline of divine-right monarchy in France                                  | A. Cobban                               |
| 11      | England                                                                         | W. R. Brock                             |
| 12      | The Western Mediterranean and Italy                                             | J. O. Lindsay                           |
| 13      | The organization and the rise of Prussia                                        | Walter Horace Bruford                   |
| 14      | Russia                                                                          | Ian Young                               |
| 15      | Scandinavia and the Baltic                                                      | Ragnhild Hatton                         |
| 16      | Poland under the Saxon Kings                                                    | L. R. Lewitter                          |
| 17      | The Habsburg Dominions                                                          | C. A. Macartney                         |
| 18      | The War of the Austrian Succession                                              | Mark A. Thomson                         |
| 19      | The diplomatic revolution                                                       | D. B. Horn                              |
| 20      | The Seven Years War                                                             | Eric Robson                             |
| 21      | The development of the American communities (1) Latin America (2) North America | (1)J. H. Parry (2) Frank Thistlethwaite |
| 22      | Rivalries in America (1) The Caribbean (2) The North America continent          | (1)J. H. Parry (2) Frank Thistlethwaite |
| 23      | Rivalries in India                                                              | C. C. Davies                            |
| 24      | Economic relations in Africa and the Far East (1) Africa (2) Asia               | (1)J. Gallagher (2) Victor Purcell      |

### VIII. The American and French Revolutions, 1763–1793
Herausgeber Elliot H. Goodwin 1965
| Kapitel  | Titel | Autor                                                |
| -------- | --- | ---------------------------------------------------- |
| 1        | Introductory Summary                                                                                       | Elliot H. Goodwin                                    |
| 2        | Population, commerce and economic ideas (1) Population Growth (2) Trade (3) Economic Ideas                 | (1)John Habakkuk (2) John Habakkuk (3) John Habakkuk |
| 3        | Literature and thought: the romantic tendency, Rousseau, Kant                                              | W. Stark                                             |
| 4        | Music, art and architecture (1) Music (2) Art and Architecture                                             | (1)F. W. Sternfeld (2) Peter Murray                  |
| 5        | Science and Technology                                                                                     | D. McKie                                             |
| 6        | Educational ideas, practice and institutions                                                               | A. V. Judges                                         |
| 7        | Armed Forces and the Art of War (1) Navies (2) Armies                                                      | (1) Christopher Lloyd (2) J. R. Western              |
| 8        | European relations with Asia and Africa (1) Relations with Asia (2) Relations with Africa                  | (1) Kenneth Ballhatchet (2) J. D. Hargreaves         |
| 9        | European Diplomatic Relations 1763-90                                                                      | M. S. Anderson                                       |
| 10       | The Habsburg possessions and Germany                                                                       | E. Wangermann                                        |
| 11       | Russia | Ian Young                                            |
| 12       | The partitions of Poland                                                                                   | J. R. Lewitter                                       |
| 13       | The Iberian States and the Italian States 1763-1793 (1) The Iberian States (2) The Italian States          | (1) J. Lynch (2) J. M. Roberts                       |
| 14       | The development of the American communities outside British rule                                           | R. A. Humphreys                                      |
| 15       | Social and psychological foundations of the revolutionary era                                              | R. R. Palmer                                         |
| 16       | The American Revolution 1763-1793: Constitutional aspects                                                  | Max Beloff                                           |
| 17       | The American Revolution in its imperial, strategic and diplomatic aspects                                  | M. A. Jones                                          |
| 18       | American Independence in its American context, social and political aspects, western expansion             | Esmond Wright                                        |
| 19       | The beginnings of reform in Great Britain, imperial problems, politics and administration, economic growth | W. R. Ward                                           |
| 20       | French administration and public finance in the European setting                                           | J. F. Bosher                                         |
| 21       | The breakdown of the old regime in France                                                                  | D. Dakin                                             |
| 22       | The Historiography of the French Revolution                                                                | J. McManners                                         |
| 23       | The outbreak of the French Revolution                                                                      | G. E. Rudé                                           |
| 24       | Reform and Revolution in France: October 1789-February 1793                                                | A. Goodwin                                           |
| Appendix | Estimated growth of population in Europe and North America in the eighteenth century                       |                                                      |

### IX. War and Peace in an Age of Upheaval, 1793–1830
Herausgeber C. W. Crawley 1965
| Kapitel | Titel                                                                       | Autor                                |
| ------- | --------------------------------------------------------------------------- | ------------------------------------ |
| 1       | Introduction                                                                | C. W. Crawley                        |
| 2       | Economic change in England and Europe                                       | R. M. Hartwell                       |
| 3       | Armed Forces and the Art of War (1) Armies (2) Navies                       | (1)N. H. Gibbs (2) C. C. Lloyd       |
| 4       | Revolutionary influences and conservatism in literature and thought         | H. G. Schenk                         |
| 5       | Science and Technology                                                      | C. C. Gillispie                      |
| 6       | Religion: church and state in Europe and the Americas                       | John Walsh                           |
| 7       | Education and public opinion                                                | John Roach                           |
| 8       | Some aspects of the art in Europe (1) The visual arts (2) Music             | (1) David Thomas (2) F. W. Sternfeld |
| 9       | The balance of power during the wars 1793-1814                              | Geoffrey Bruun                       |
| 10      | The internal history of France during the wars 1793-1814                    | Jacques Godechot                     |
| 11      | The Napoleonic Adventure                                                    | Felix Markham                        |
| 12      | French Politics 1814-47                                                     | G. de Bertier de Sauvigny            |
| 13      | German constitutional and social development 1795-1830                      | Walter Horace Bruford                |
| 14      | The Austrian monarchy 1782-1847                                             | C. A. Macartney                      |
| 15      | Italy 1793-1830                                                             | J. M. Roberts                        |
| 16      | Spain and Portugal 1793 to c. 1843                                          | Raymond Carr                         |
| 17      | The Low Countries and Scandinavia (1) The Low Countries (2) The Scandinavia | (1) J. A. van Houtte (2) T. K. Derry |
| 18      | Russia 1798-1825                                                            | J. M. K. Vyvyan                      |
| 19      | The Near East and the Ottoman Empire 1798-1830                              | C. W. Crawley                        |
| 20      | Europe´s relation with South and South East Asia                            | K. A. Ballhatchet                    |
| 21      | Europe´s economic and political relations with tropical Africa              | J. D. Fage                           |
| 22      | The United States and the Old World 1794-1828                               | F. Thistlethwaite                    |
| 23      | The emancipation of Latin America                                           | R. A. Humphreys                      |
| 24      | The final coalition and the congress of Vienna 1813-1815                    | E. V. Gulick                         |
| 25      | International Relations 1815-30                                             | C. W. Crawley                        |
|         | Appendix: Note on the French Republican Calendar                            |                                      |

### X. The Zenith of European Power, 1830–1870
Herausgeber John Patrick Tuer Bury 1960
| Kapitel | Titel                                                                          | Autor                        |
| ------- | ------------------------------------------------------------------------------ | ---------------------------- |
| 1       | Introductory Summary                                                           | J. P. T. Bury                |
| 2       | Economic change and growth                                                     | Herbert Heaton               |
| 3       | The scientific mouvement and its influence on thought and material development | Rupert Hall                  |
| 4       | Religion and the relation of church and states                                 | Norman Sykes                 |
| 5       | Education and the press                                                        | John Roach                   |
| 6       | Art and Architecture                                                           | Nikolaus Pevsner             |
| 7       | Imaginative Literature                                                         | Erich Heller                 |
| 8       | Liberalism and constitutional developments                                     | J. A. Hawgood                |
| 9       | Nationalities and nationalism                                                  | J. P. T. Bury                |
| 10      | The system of alliances and the balance of power                               | Gordon A. Craig              |
| 11      | Armed forces and the art of war: Navies                                        | Michael Lewis                |
| 12      | Armed forces and the art of war: Armies                                        | Basil Liddell Hart           |
| 13      | The United Kingdom and its world wide interests                                | David Thomson                |
| 14      | Russia in Europe and Asia                                                      | J. M. K. Vyvyan              |
| 15      | The Revolutions of 1848                                                        | Charles Pouthas              |
| 16      | The Mediterranean                                                              | C. W. Crawley                |
| 17      | The Second Empire in France                                                    | Paul Farmer                  |
| 18      | The Crimean War                                                                | Agatha Ramm                  |
| 19      | Prussia and the German Problem 1830-1866                                       | James Joll                   |
| 20      | The Austrian Empire and its problems 1848-67                                   | C. A. Macartney              |
| 21      | Italy                                                                          | D. Mack Smith                |
| 22      | The origins of the Franco-Prussian war and the remaking of Germany             | Michael Foot (M. R. D. Foot) |
| 23      | National and sectional forces in the United States                             | David M. Potter              |
| 24      | The American Civil War                                                         | T. Harry Williams            |
| 25      | The states of Latin America                                                    | R. A. Humphreys              |
| 26      | The Far East                                                                   | G. F. Hudson                 |

### XI. Material Progress and World Wide Problems, 1870–1898
Herausgeber Francis Harry Hinsley 1962
| Kapitel | Titel                                                     | Autor                        |
| ------- | --------------------------------------------------------- | ---------------------------- |
| 1       | Introduction                                              | F. H. Hinsley                |
| 2       | Economic conditions                                       | Charles Wilson               |
| 3       | Science and Technology                                    | Trevor I. Williams           |
| 4       | Social and political thought                              | David Thomson                |
| 5       | Literature                                                | A. K. Thorlby                |
| 6       | Art and Architecture                                      | Nikolaus Pevsner             |
| 7       | Education                                                 | A. Victor Murray             |
| 8       | The armed forces                                          | M. E. Howard                 |
| 9       | Political and social developments in Europe               | Theodor Schieder             |
| 10      | The German Empire                                         | Werner Conze                 |
| 11      | The French Republic                                       | J. Néré                      |
| 12      | Austria-Hungary, Turkey and the Balkans                   | W. N. Medlicott              |
| 13      | Russia                                                    | J. L. H. Keep                |
| 14      | Great Britain and the British Empire                      | Paul Knaplund                |
| 15      | India 1840-1905                                           | Percival Spear               |
| 16      | China                                                     | Charles Patrick Fitzgerald   |
| 17      | Japan                                                     | W. G. Beasley                |
| 18      | The United States                                         | W. R. Broock                 |
| 19      | The states of Latin America                               | Charles C. Griffin           |
| 20      | International Relations                                   | A. J. P. Taylor              |
| 21      | Rivalries in the Mediterranean: The Middle East and Egypt | A. P. Thornton               |
| 22      | The partition of Africa                                   | R. E. Robinson, J. Gallagher |
| 23      | Expansion into the Pacific and the Scramble of China      | F. C. Langdon                |
| 24      | The United States and the Old World                       | A. E. Campbell               |

### XII. The Shifting Balance of World Forces, 1898–1945
Herausgeber Charles Loch Mowat 1968
| Kapitel | Titel | Autor |
| ------- | --- | --- |
| 1       | Introductory survey: On the limits of Modern History | C. L. Mowat |
| 2       | The transformation of social life | David Thomson |
| 3       | The world economy: Interdependence and planning | Asa Briggs |
| 4       | Science and Technology | Douglas McKie |
| 5       | Diplomatic History 1900-1912 | J. P. T. Bury |
| 6       | The approach of the war 1914 | J. M. K. Vyvyan |
| 7       | The First World War | Brian Bond |
| 8       | The peace settlement of Versailles 1918-1933 | Rohan D’Olier Butler |
| 9       | The League of Nations | J. L. Brierly, P. A. Reynolds |
| 10      | The Middle East 1900-1945 | E. Kedourie |
| 11      | India and South East Asia (1) India (2) South East Asia | (1)Percival Spear (2) D. G. E. Hall |
| 12      | China, Japan and the Pacific 1900-1931 | J. W. Davidson, Colin Forster |
| 13      | The British Commonwealth of Nations | J. C. Beaglehole |
| 14      | The Russian Revolution | Isaac Deutscher |
| 15      | The Soviet Union 1917-1939 | George F. Kennan |
| 16      | Germany, Italy and Eastern Europe (1) Austria-Hungary 1900-1914 (2) The Balkan Peninsula (3) Italy 1900-1914 (4) The Aftermath of the First World War (5) The Great Depression: Hitler becomes German Chancellor (6) Gleichschaltung in Germany and Austria (7) Czechoslovakia 1929-1938 (8) The attack upon Poland expands into a Second World War | (1)Elizabeth Wiskemann (2) Elizabeth Wiskemann (3) Elizabeth Wiskemann (4) Elizabeth Wiskemann (5) Elizabeth Wiskemann (6) Elizabeth Wiskemann (7) Elizabeth Wiskemann (8) Elizabeth Wiskemann |
| 17      | Great Britain, France, the Low Countries and Scandinavia (1) The political system and the organization of the society at the beginning of the century (2) Government and liberal bourgeoisie 1900-1914 (3) The Interwar Years 1921-1939 (4) The Second World War 1939-1945                                                                          | (1)Maurice Crouzet, K. Lloyd-Jones (2) Maurice Crouzet, K. Lloyd-Jones (3) Maurice Crouzet, K. Lloyd-Jones (4) Maurice Crouzet, K. Lloyd-Jones                                                 |
| 18      | The United States of America | Denis Brogan |
| 19      | Latin America | J. H. Parry |
| 20      | Literature 1895-1939 | A. E. Dyson |
| 21      | Philosophy and Religious Thought (1) Philosophy (2) Religious Thought | (1)Renford Bambrough (2) W. R. Matthews |
| 22      | Painting, sculpture and architecture (1)Painting (2) Sculpture (3) Architecture | (1)M. E. Cooke (2) M. E. Cooke (3) M. E. Cooke |
| 23      | Diplomatic History 1930-1939 | D. C. Watt |
| 24      | The Second World War | Basil Liddell Hart |
| 25      | Diplomatic History of the Second World War | Llewelyn Woodward |

### XIII: Companion Volume
Herausgeber Peter Burke 1979
| Kapitel | Titel                                                                        | Autor                                    |
| ------- | ---------------------------------------------------------------------------- | ---------------------------------------- |
| 1       | Introduction: Concepts of Continuity and Change in History                   | Peter Burke                              |
| 2       | The environment and the economy                                              | Eric L. Jones                            |
| 3       | Industry                                                                     | William N. Parker                        |
| 4       | Population                                                                   | Jacques Dupâquier                        |
| 5       | Peasants                                                                     | Emmanuel Le Roy Ladurie                  |
| 6       | Bureaucracy                                                                  | G. E. Aylmer                             |
| 7       | Warfare                                                                      | Geoffrey Parker                          |
| 8       | Revolution                                                                   | Victor G. Kiernan                        |
| 9       | The Scientific Revolutions                                                   | Peter M. Heimann                         |
| 10      | Social Thought and Social Science                                            | William Outhwaite                        |
| 11      | Religion and Secularisation                                                  | Peter Burke                              |
| 12      | On the last 2500 years in western history and some remarks on the coming 500 | Johan Galtung, Erik Rudeng, Tore Heistad |

### XIV: Atlas
Herausgeber H. C. Darby, Harold Fullard, 1970.